# A Cross the Universe
A Cross the Universe es un álbum en vivo y una película documental de la banda francesa Justice, lanzado en 2008.

## Información general
Una porción del DVD de este lanzamiento contiene un documental de la gira norteamericana 2008 de Justice. Este documental fue dirigido Romain Gavras, So-Me y la misma banda. El documental está destinado a cubrir menos de shows en vivo de la banda, y más de su experiencia personal de gira. La porción en vivo de este lanzamiento fue grabado durante el concierto en San Franciso, California, perteneciente al Concourse Exhibition Center, el 27 de marzo de 2008.

## Lista de canciones
Este es la lista principal de las canciones en el álbum en vivo.

### CD
| Pista | Título                        | Duración | Notas |
| ----- | ----------------------------- | -------- | --- |
| 1.    | Apertura                      | 0:38     | |
| 2.    | Genesis                       | 7:20     | |
| 3.    | Phantom Pt. 1                 | 2:50     | |
| 4.    | Phantom Pt. 1.5               | 4:45     | Contiene un sample de Aquatic Dance por Vangelis |
| 5.    | D.A.N.C.E.                    | 2:44     | |
| 6.    | D.A.N.C.E. Pt. 2              | 2:39     | Contiene un sample de D.A.N.C.E. (Justice Remix) |
| 7.    | DVNO                          | 2:58     | Contiene un sample de D.A.N.C.E. (Justice Remix) |
| 8.    | Waters of Nazareth (preludio) | 2:14     | Contiene un sample de "The Fallen (Justice Remix)" por Franz Ferdinand. |
| 9.    | Two Minutes to Midnight       | 3:52     | Contiene un sample de "Don't Let The Man Get You Down (Justice Remix)" por Fatboy Slim |
| 10.   | Tthhee Ppaarrttyy             | 2:47     | |
| 11.   | Let There Be Lite             | 3:25     | Contiene un sample de "Nazis (Justice Remix)" by Mr. Oizo y un sample de "Skitzo Dancer" by Scenario Rock. |
| 12.   | Stress                        | 7:38     | Auto Remix, contiene un sample de "Jocko Homo" de Devo y un sample del remix de la canción homónima por Nero (banda) |
| 13.   | We Are Your Friends (Reprise) | 3:42     | Contiene un sample de "Golden Skans To Interzone (So Me Remix)" por Klaxons y un sample de "Just One Fix" by Ministry. |
| 14.   | Waters of Nazareth            | 6:46     | Contiene un sample de "Waters of Nazareth (Erol Alkan's Durrr Durrr Durrrrrr re-edit)", "Killing in the Name" por Rage Against The Machine, "Human After All (Justice Remix)" por Daft Punk y un sample de "Tenebre" por Goblin. |
| 15.   | Phantom Pt. 2                 | 9:54     | Es un remix de Soulwax de la canción homónima por Justice |
| 16.   | Encore                        | 1:07     | |
| 17.   | NY Excuse                     | 6:13     | Es un remix de Justice de la canción homónima por Soulwax |
| 18.   | Final                         | 2:55     | Contiene un sample de "Master of Puppets" por Metallica |

### DVD
| Título                        | Nota |
| ----------------------------- | --- |
| DVNO                          | |
| D.A.N.C.E                     | |
| NY Excuse                     | Es un remix de Justice de la canción homónima por Soulwax                                                      |
| Phantom 2                     | Contiene un sample de "Tenebre" por Goblin                                                                     |
| Waters of Nazareth (preludio) | Contiene un sample de "The Fallen (Justice Remix)" por Franz Ferdinand                                         |
| Genesis                       | |
| We Are Your Friends (reprise) | Contiene un sample de "Never Be Alone" por Simian, Atlantis To Interzone por Klaxons, Just One Fix by Ministry |
| Final                         | Contiene un sample de Master of Puppets by Metallica                                                           |
| Pedrophilia                   | Canción por Busy P                                                                                             |
| Pocket Piano                  | Canción por DJ Mehdi                                                                                           |
| Psychotic Reaction            | Canción por Count Five                                                                                         |
| Love Me, Please Love Me       | Canción por Michel Polnareff                                                                                   |

## Posición en listas
| Gráfico                         | Máxima posición |
| ------------------------------- | --------------- |
| French Albums Chart             | 34              |
| Belgium Albums Chart (Flanders) | 39              |
| Belgium Albums Chart (Wallonia) | 42              |
| Dutch Albums Chart              | 94              |